# Galen Hall
Galen Hall (* 23. Januar 1986 in Pasadena, Kalifornien) ist ein professioneller US-amerikanischer Pokerspieler und Hedgefonds-Manager. Er gewann 2011 das Main Event des PokerStars Caribbean Adventures und 2018 ein Bracelet bei der World Series of Poker.

## Persönliches
Hall wuchs als Einzelkind in Pasadena auf. Seine Eltern haben beide den Grad des Ph.D.; sein Vater ist Professor für Bauingenieurwesen an der California Institute of Technology, seine Mutter war jahrelang Vizepräsidentin eines Pharmaunternehmens. Hall studierte Politikwissenschaften an der University of California in Berkeley und besuchte nach seinem Abschluss im Jahr 2008 die Stanford Graduate School of Business. Er lebt in Stanford.

## Pokerkarriere
Hall spielte von Mai 2008 bis zum sogenannten „Black Friday“ am 15. April 2011 online unter den Nicknames GasparLeMarc (PokerStars), HU 4 LULZ (Full Tilt Poker) und Turk_Malloy (Absolute Poker). Seine Onlinepoker-Turniergewinne liegen bei mehr als einer Million US-Dollar.
Seine erste Geldplatzierung bei einem Live-Turnier erzielte Hall Anfang Juni 2009 bei der World Series of Poker (WSOP) im Rio All-Suite Hotel and Casino am Las Vegas Strip. Dort kam er bei einem Turnier der Variante No Limit Hold’em in die Geldränge. Im Januar 2011 gewann er das Main Event des PokerStars Caribbean Adventures (PCA) auf den Bahamas bei einem Teilnehmerfeld von 1560 Spielern und sicherte sich eine Siegprämie von 2,3 Millionen US-Dollar. Mitte Mai 2011 erreichte der Amerikaner den Finaltisch des Main Events der World Poker Tour im Hotel Bellagio am Las Vegas Strip und wurde Dritter für knapp 600.000 US-Dollar. Im Januar 2012 belegte er den dritten Platz beim PCA Super High Roller und erhielt ein Preisgeld von rund 470.000 US-Dollar. Im Februar 2013 wurde Hall bei einem Event des L.A. Poker Classic in Los Angeles Zweiter und erhielt über 85.000 US-Dollar. Im Juli 2015 belegte er beim Aria High Roller im Aria Resort & Casino am Las Vegas Strip den vierten Platz für knapp 80.000 US-Dollar. Bei der WSOP 2018 gewann der Amerikaner das Crazy Eights und sicherte sich damit eine Siegprämie von 888.888 US-Dollar sowie ein Bracelet. Bei der WSOP 2021 belegte er einen mit knapp 350.000 US-Dollar dotierten zweiten Platz. Bei der WSOP 2022, die erstmals im Bally’s Las Vegas und Paris Las Vegas ausgespielt wurde, beendete Hall das letzte High Roller mit einem Buy-in von 50.000 US-Dollar als Dritter und wurde mit rund 625.000 US-Dollar prämiert.
Insgesamt hat sich Hall mit Poker bei Live-Turnieren mehr als 6,5 Millionen US-Dollar erspielt.